# Sauris
Sauris (deutsch: Zahre) ist eine Gemeinde und deutsche Sprachinsel in den Karnischen Alpen, Oberitalien, Region Friaul-Julisch Venetien mit 390 Einwohnern (Stand 31. Dezember 2023).

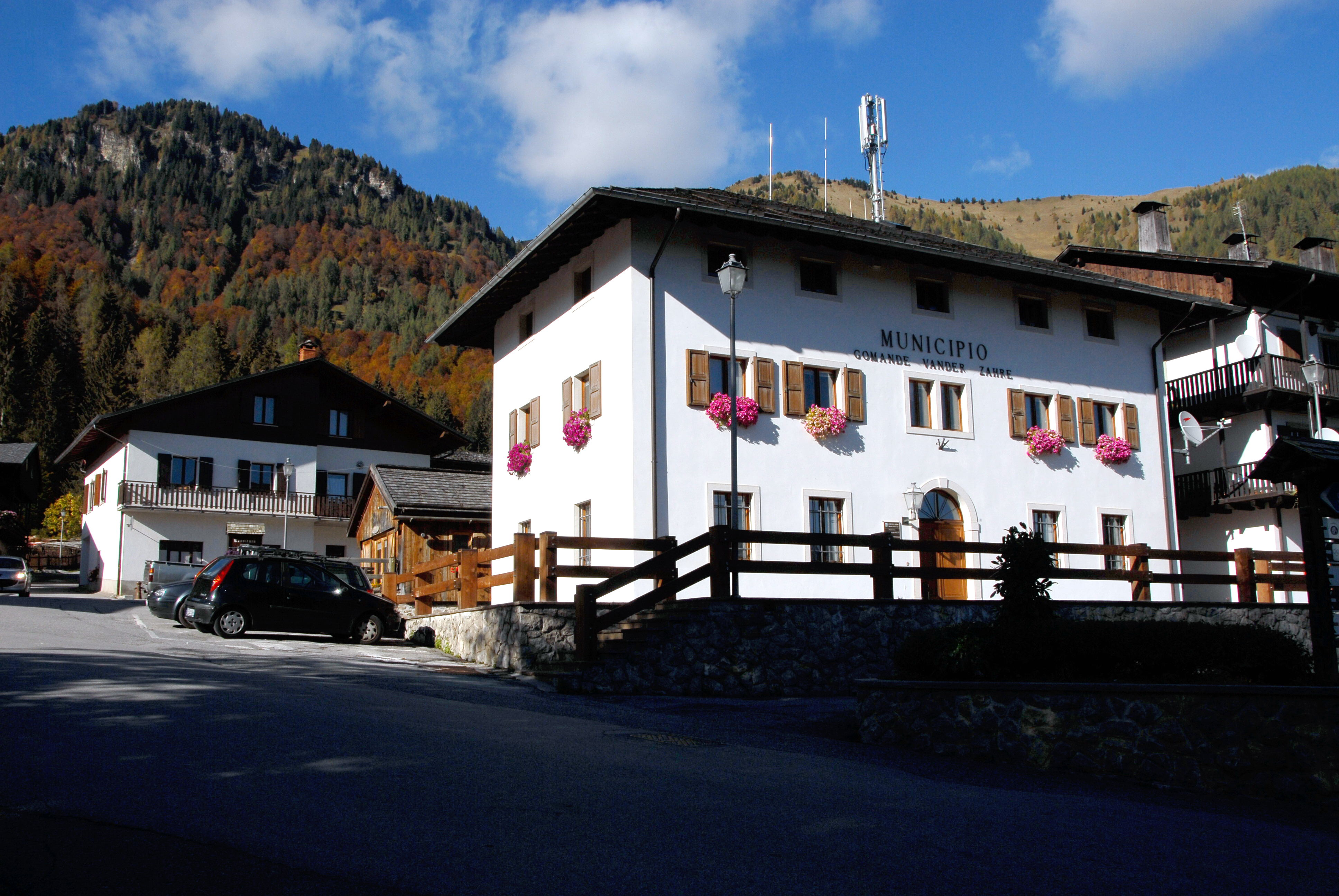
Gemeindeamt in Sauris di Sotto

## Lage und Daten
Die Nachbargemeinden sind: Ampezzo (dt. Petsch), Forni di Sopra, Forni di Sotto, Ovaro, Prato Carnico und Vigo di Cadore (BL).
Sauris ist eine der deutschen Sprachinseln in Nordostitalien und liegt auf 1200 bis 1400 m nordwestlich der Lumieischlucht (ital. Val Lumiei) bei Ampezzo, der Hauptzufahrt zu Zahre. Von Westen aus dem Piavetal/Cadore ist Sauris/Zahre über die Sella Ciampigotto (1797 m) erreichbar.
Sauris/Zahre besteht aus den zwei Dörfern Sauris di Sotto/Unterzahre (1215 m s.l.m.) und Sauris di Sopra/Oberzahre (1390 m s.l.m.) mit zusammen 419 Einwohnern (Stand: 31. Januar 2006). Beide Ortsteile der am höchsten gelegenen Gemeinde Friauls sind liebevoll gepflegt und revitalisiert. Zwischen den beiden Dörfern liegt der Weiler Velt (1260 m s.l.m.).

## Geschichte
Nach den neueren Erkenntnissen der Linguistik und der Regionalgeschichte wurde Zahre etwa um die Mitte des 13. Jahrhunderts wie auch die Sprachinsel Sappada (deutsch: Bladen) aus dem Hochpustertal und/oder dem angrenzenden Kärntner Lesachtal besiedelt.

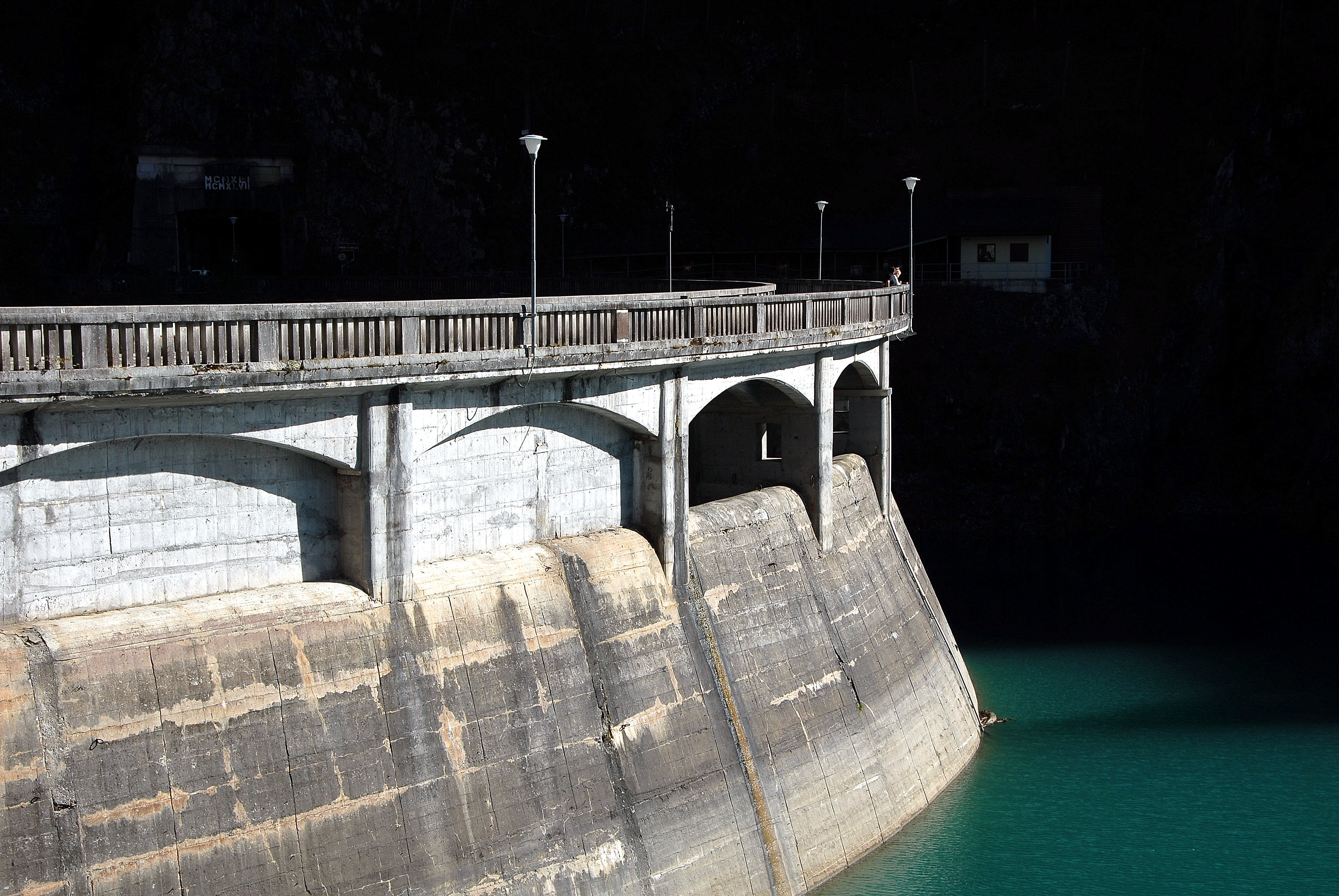
Staumauer des Lago di Sauris

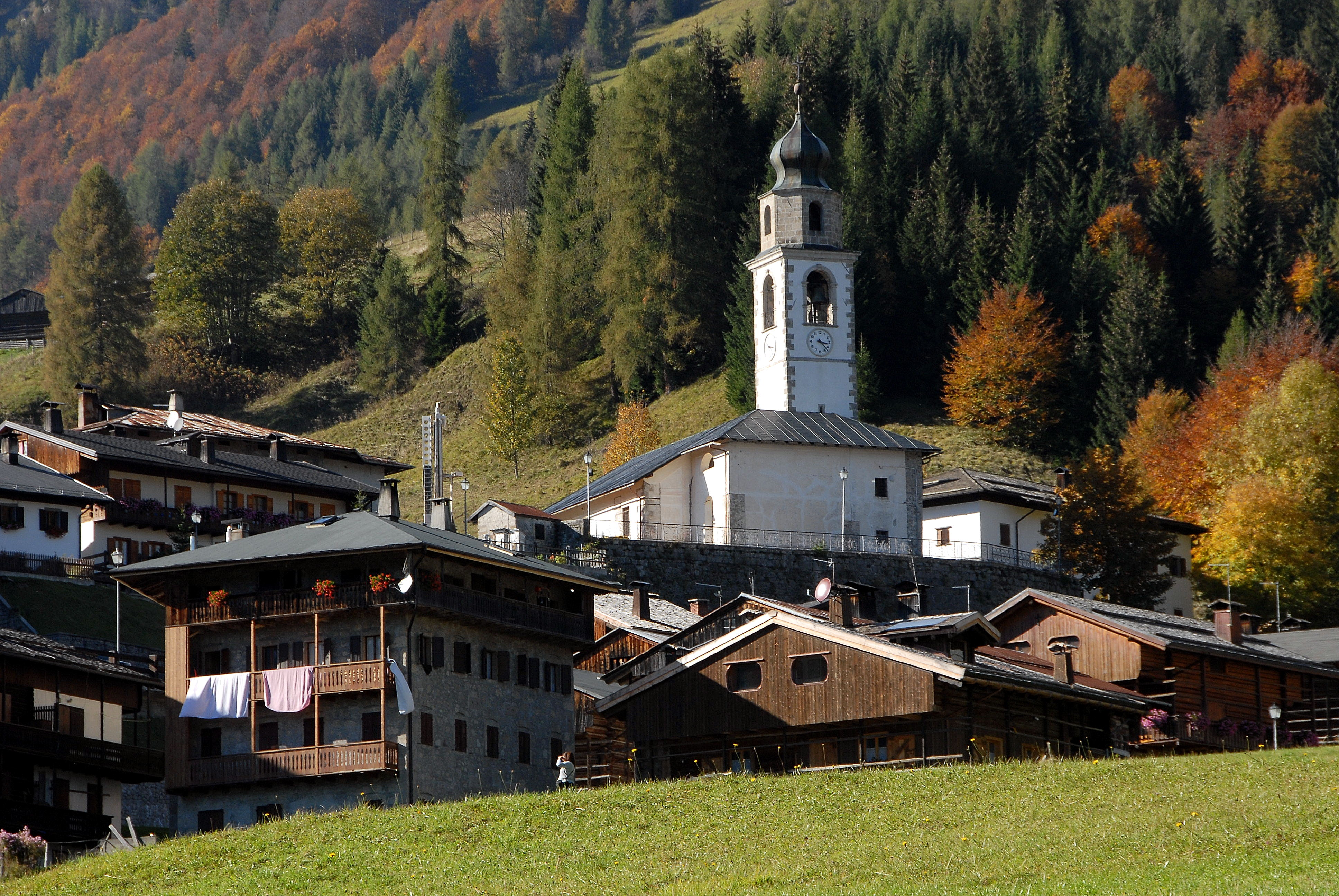
Sauris di Sotto mit der Kirche zum Heiligen Oswald

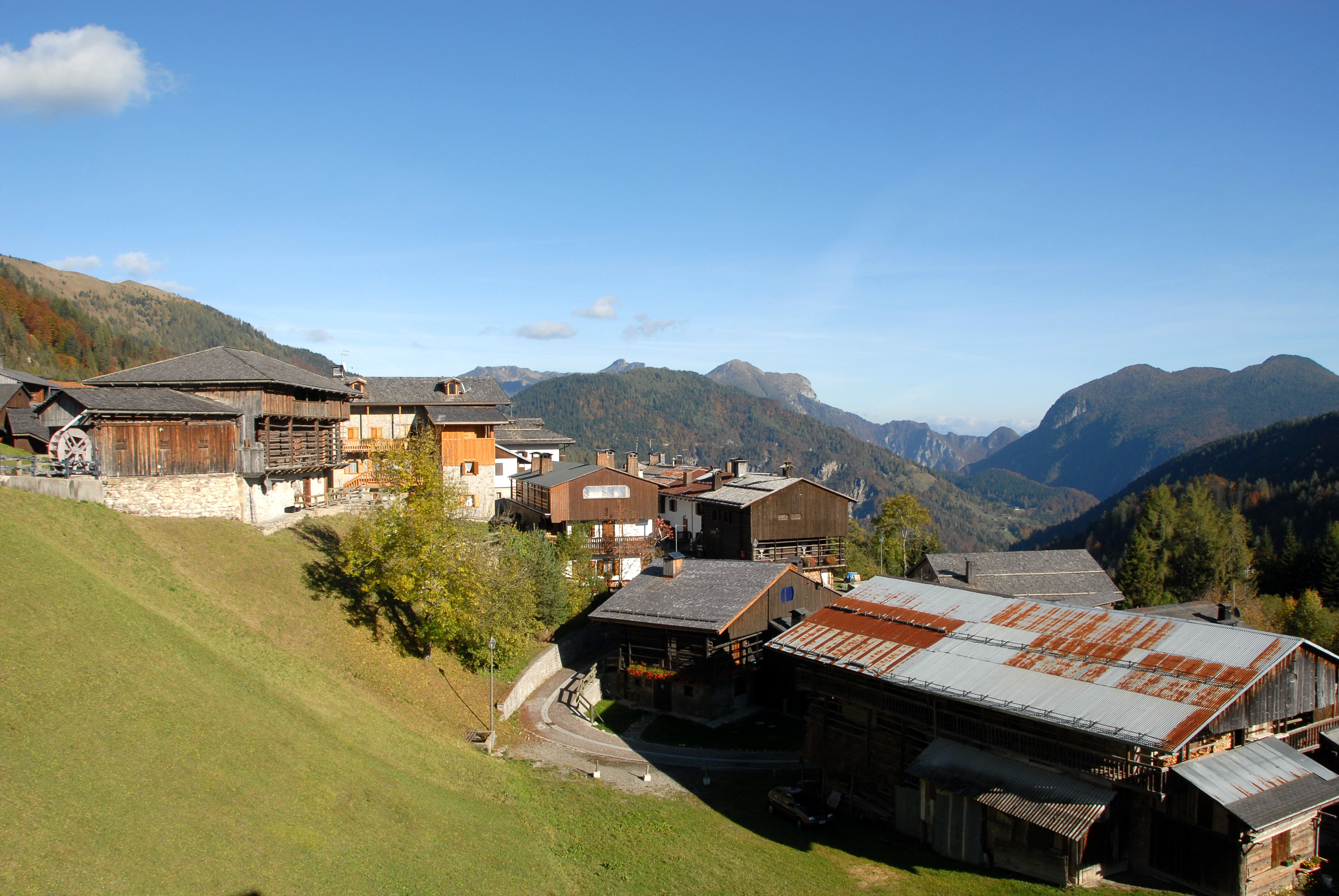
Blick über Oberzahre (Sauris di Sopra) auf das Tal

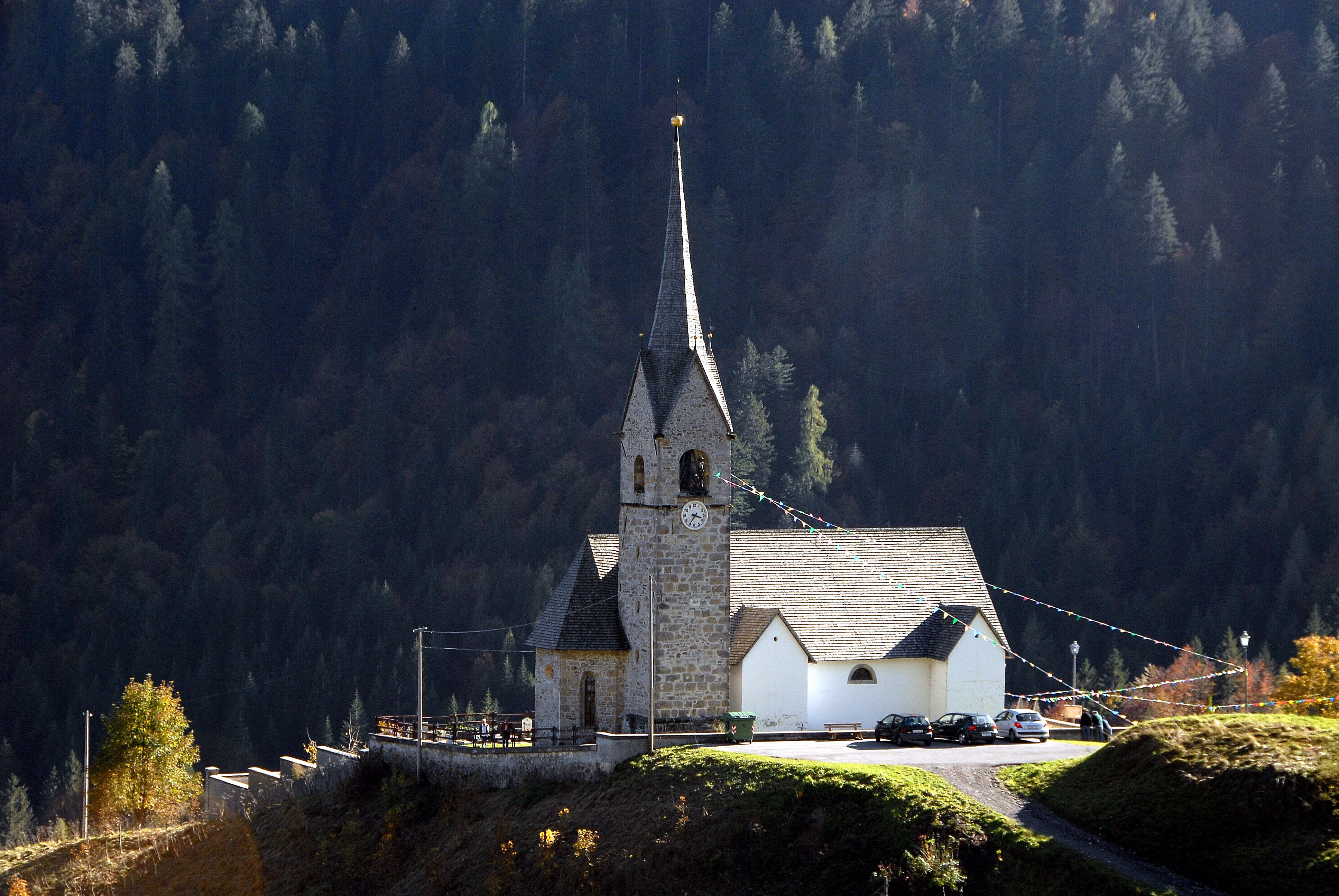
Pfarrkirche Heiliger Stefan in Oberzahre (Sauris di Sopra)

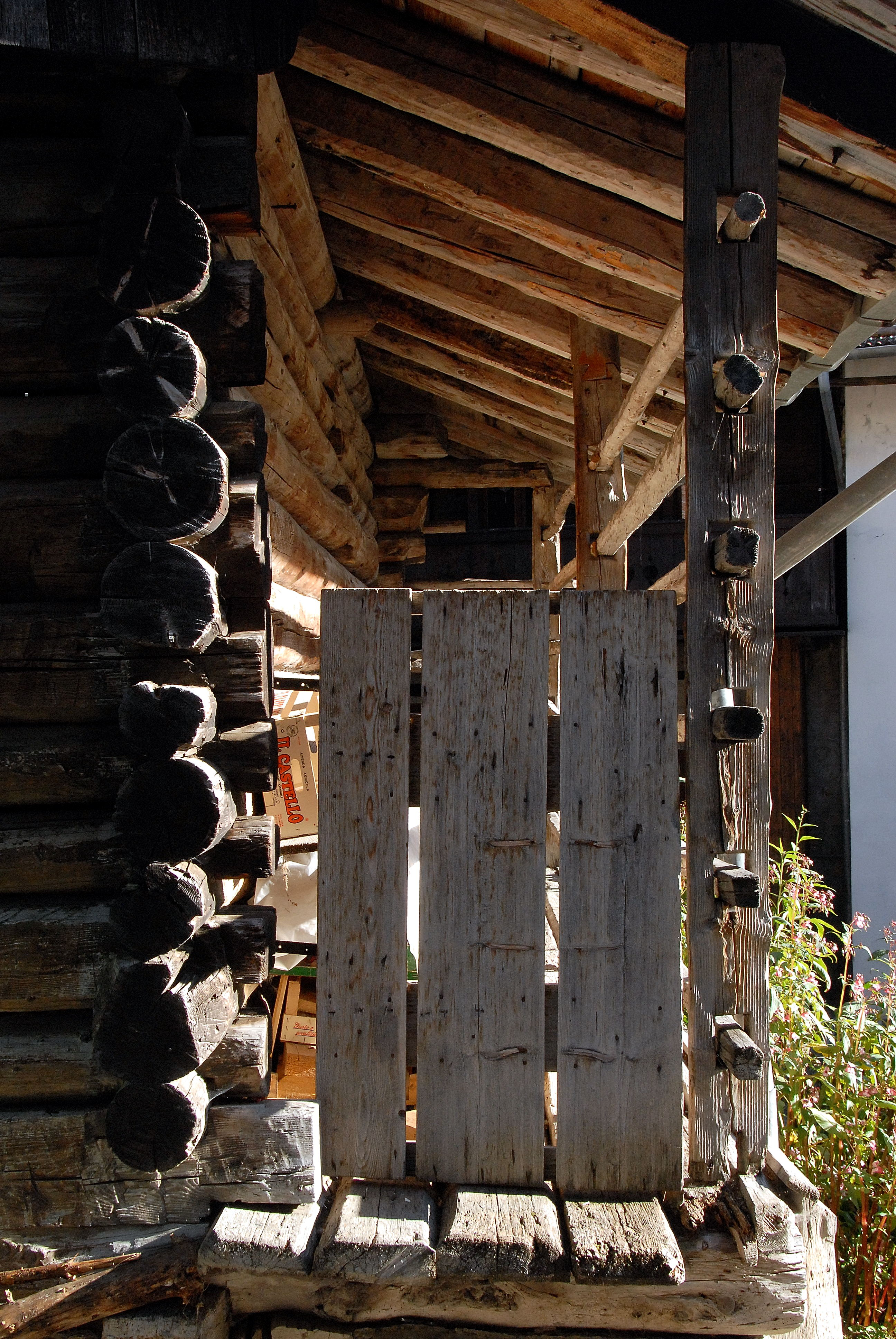
Architektur-Detail in Sauris di Sopra (Oberzahre)

Quellen über die erste Besiedlung gibt es fast keine, nachdem ein Brand Mitte des 18. Jahrhunderts das angeblich an Dokumenten reiche Pfarrarchiv vollständig zerstört hatte.
In einem Dokument bereits aus dem 12. Jahrhundert ist von der „Contratta de Sauris“ (gemeint ist wohl das heutige Sauris di Sotto/Unterzahre) die Rede, so dass man davon ausgehen kann, dass Sauris als Ortsbezeichnung schon vor der deutschen Einwanderung existiert hat. Die deutsche Bezeichnung Zahre wurde demgemäß von dem romanischen Namen abgeleitet.
Jahrhundertelang führten die Bewohner in ihrem extrem isoliert gelegenen Dorf ein kärgliches Leben als Bergbauern und teilweise Wanderhändler. Der wichtigste Zugang in das Tal, über den im Wesentlichen Weidevieherzeugnisse (Butter, Käse, Schinken) aus- und in dem Alpental nicht herstellbare Produkte (Salz für Mensch und Tier, Öl, Essig, Reis und Weizen …) eingeführt wurden, war der Passo Pura nach Ampezzo (ca. 8 Stunden zu Fuß).
In den Jahren 1919 bis 1934 wurde eine schon im 19. Jahrhundert geplante Straße von Ampezzo in das Sauris-Tal gebaut, mit einer 105 m  hohen Brücke über den Lumieifluss; damit wurde der Zugang zu den Talorten (Lateis, Sauris di Sotto (Unterzahre), Sauris di Sopra (Oberzahre) etc.) sehr erleichtert. Zwischen 1941 und 1948 wurde der Stausee von Sauris mit einer 136 m hohen Staumauer gebaut, einer der höchsten der Welt; der im Stausee verschwundene Ortsteil La Maina wurde oberhalb des Sees wieder aufgebaut. Der westliche Zugang nach Sauris ist auch heute noch sehr mühsam und im Winter monatelang unmöglich.
Während der Zeit des Faschismus in Italien (1922–1943) wurden die deutschen Traditionen und die Sprache nicht nur im öffentlichen, sondern sogar im privaten Bereich unterdrückt und verboten: Mussolini und der italienische Nationalismus betrieben wie in Südtirol so auch in den deutschen Sprachinseln eine rücksichtslose Politik der Italianisierung.
Die Bevölkerung zählte um 1880 rund 800 Einwohner. 1951 wurde ein Maximum von 885 erreicht. Danach kam es wie sonst im nördlichen Friaul zu einer kontinuierlichen Abwanderung. Seit dem Ende der 1990er hat sich die Bevölkerungsstand bei etwa 430 stabilisiert. Das lokale Arbeitsplatzangebot ist durch Fremdenverkehr und Wurstwarenerzeugung für die Montagna Friulana außergewöhnlich gut. Diese Faktoren führten dazu, dass die Gemeinde in den letzten zehn Jahren trotz anhaltender ungünstiger biodemographischer Faktoren einen Bevölkerungsgewinn von 1,7 % verzeichnen konnte.
Heute bestehen enge Kontakte zu den anderen deutschen Enklaven, insbesondere zu den am nächsten gelegenen Sappada (deutsch Bladen, mundartlich-tirolerisch Plodn) und Timau (Tischelwang), aber auch zu den weiter westlich gelegenen Lusern (Provinz Trient), Fersental (Provinz Trient), Sieben Gemeinden mit dem Hauptort Asiago (Provinz Vicenza) und zu den Dreizehn Gemeinden (Provinz Verona).
Seit einigen Jahren baut die Gemeinde den Fremdenverkehr aus und stellt dabei ihre ganz besondere deutsche Tradition heraus, um so auch die Abwanderung vor allem der jungen Leute zu stoppen und ihnen wirtschaftliche Perspektiven am Ort zu eröffnen.
Die Gemeinde hat dabei beachtliche Erfolge zu verzeichnen und erlebt derzeit einen Aufschwung. Neue Projekte – auch mit Unterstützung durch die Provinz Udine, die Region Friaul und die EU – sind geplant.
Als Delikatesse ist der Schinken aus Sauris bekannt, ein leicht geräucherter Rohschinken, der mit Gebirgskräutern gewürzt ist.

## Sprache
Die zahrische Mundart ist von Pustertaler Elementen aus dem Gebiet Innichen-Sillian-Villgraten-Kartitsch geprägt. Sie ist eng verwandt mit dem Idiom der nordwestlich gelegenen Sprachinsel Sappada (Bladen/Plodn), unterscheidet sich aber von jenem durch einige archaische sprachliche Elemente sowie durch stärkere romanische Einflüsse. Friaulisch ist teilweise Umgangssprache, italienisch ist mangels deutschen Schulunterrichts die fast ausschließliche Schriftsprache.
Die deutschen Sprachinseln Nordostitaliens haben keinerlei Verbindung mit dem germanischen Volk der Kimbern, von denen eine behauptete Herkunft als „Zimbern“ abgeleitet wird. Dabei handelt es sich um einen Irrtum des frühen 19. Jahrhunderts, als Volkskundler erstmals auf die bis dahin vergessenen deutschen Sprachinseln Italiens aufmerksam wurden. Ihre deutsche Mundart lässt die Herkunft eindeutig aus dem Hochpustertal nachweisen und dürfte auf jene Zeit des Mittelalters zurückgehen, als das Gebiet mit der Grafschaft Cadore zum Hochstift Freising gehörte.
Etwa 70 Prozent der Einwohner sprechen im Alltag Zahrisch. Allerdings ist der Rückgang des zahrischen Sprachgebrauchs bis in die 1980er Jahre evident. Anfang des 20. Jahrhunderts lag das aktive Beherrschen der zahrischen Muttersprache noch bei 100 Prozent und nahm jahrzehntelang stetig ab, um sich seit etwa 1980 wieder zu stabilisieren.
Die Sprache wird auch im öffentlichen Leben verwendet. Vor allem die Kirche ist um die Erhaltung der alten Sprache bemüht. So sind neuerdings Gebete und Gesänge wiederentdeckt worden. Auch im Kindergarten und in der Schule wird heute wieder Zahrisch gelehrt.

## Ortsnamen
Der deutsche Name Zahre sowie auch sein romanisches Pendant Sauris gehen gemeinsam auf illyrisch „Savira“ (Flusslauf) zurück. Neben einigen romanischen Namen wie Lateis geht die überwiegende Zahl der Namen wie etwa die Bergnamen Vesperkofel oder Morgenleite auf deutschen Ursprung zurück.
Bruno Petris hat 1975 über 200 Orts- und Flurnamen gesammelt und etymologisch analysiert: In der Berglandwirtschaft gibt es Bezeichnungen wie „Elble“ und „Rösleite“, Flurnamen wie „Stanbont“ und „Hoacha Laite“, Toponyme im Zusammenhang mit Wasser wie „Pam Prünlan“ („pam“ heißt „bei dem“) und viele andere Ortsbezeichnungen deutschen Ursprungs wie „Pan der Kirch“ oder „Ame Khraitz“. Besonders häufig sind die Familiennamen Schneider, Plozzer und vor allem Petris.

## Traditionelle Lieder und Chorgesang
Eine besondere Tradition in Sauris/Zahre haben religiöse und weltliche Lieder sowie das Chorsingen.
Das älteste Lied in zahrischer Sprache stammt aus dem 15. Jahrhundert: „Bas bolt ein Jäger jagen“ (Es wollt’ ein Jäger jagen).
Die „Canti del Giro della Stella“ (Lieder der Sternrunde) aus der Zeit vom 15. bis 18. Jahrhundert werden noch heute zu Weihnachten gesungen:
Am Weihnachtsfest geht eine Prozession um, die einem auf einem Stock befestigten Stern folgt. Der feierliche Umzug führt durch die Dörfer und Weiler, wobei Früchte, Eier, Käse und Speck eingesammelt werden.
Die „Lieder der Sternrunde“ werden in verschiedenen musikalischen und sprachlichen Varianten gesungen und gespielt – auf Zahrisch, Italienisch, Lateinisch und Friaulisch. Der Chor „Coro Zahre“ begleitet die Prozessionen „Giro della Stella“ (Sternrunde) am 26. Dezember in Sauris di Sotto/Unterzahre und am 29. Dezember in Sauris di Sopra/Oberzahre. Die Traditionen des Chores „Coro Zahre“, der vom Ortspfarrer geleitet wird, werden gepflegt und ausgebaut. Der „Coro Zahre“ wurde 1975 gegründet und singt die traditionellen Lieder, aber er integriert auch neue Stücke, die dann einen ganz besonderen zahrischen Charakter bekommen.
Der Chor hat sich mittlerweile auch überregional Renommee erworben und gilt als Kulturbotschafter von Sauris/Zahre.
Weitere in Sauris/Zahre heute noch gesungene Lieder sind der „Puer Meus“, Kinderreime, Liebeslieder und Soldatenlieder. Der „Puer Meus“ wird in mehreren Varianten in zahrischer und lateinischer Sprache zu Weihnachten bzw. am Neujahrstag in der Kirche von San Lorenzo in Sauris di Sopra/Oberzahre gesungen.
Noch heute ist die Gesangstradition sehr lebendig und dient der Kommunikation und dem Gemeindeleben: Seit 1995 treffen sich fast alle Frauen vor allem von Sauris di Sopra/Oberzahre jede Woche und proben entweder neue Lieder, die sie dann in der Kirche singen werden oder singen einfach nur zum Vergnügen zahrische, aber auch italienische Lieder.

## Volkskultur
Ortsbild und bäuerliche Lebenswelt sind von Osttiroler und friaulischen Elementen geprägt.
Die beiden Kirchen in Sauris di Sotto/Unterzahre wie in Sauris di Sopra/Oberzahre beinhalten kunsthistorisch bedeutende gotische Flügelaltäre aus dem Pustertal (Nikolaus von Bruneck 1524, Michael Parth 1551). Die Bevölkerung ist sehr musikalisch und hat einige Dialektdichter hervorgebracht.
Zu den bekanntesten Kunsthandwerksarbeiten zählen das Weben und das künstlerische Verarbeiten von Holz. Traditionen wie der Zahrer Fasching mit seinen archaischen Figuren, der zu den ältesten im Alpenraum zählt und am Faschingssamstag und Faschingssonntag stattfindet, wurden wieder belebt.
Die Bauweise von Sauris/Zahre, charakterisiert durch eigentümliche Holzscheunen und Häuser mit typischen Balkonen und Holzläden, unterscheidet sich signifikant vom friaulischen Umland.
Der Kulturverein „Circolo culturale Saurano“ und die Gemeinde geben die Ortszeitschrift „De Zahre reidet“ (Zahre berichtet) heraus.